# San Miguel (Catanduanes)
San Miguel (Bayan ng San Miguel) är en kommun i Filippinerna. Kommunen ligger på ön Luzon, och tillhör provinsen Catanduanes. Folkmängden uppgår till 15 006 invånare år 2015.

## Barangayer
San Miguel är indelat i 24 barangayer.
| - Balatohan - Salvacion (Patagan) - Boton - Buhi - Dayawa - Atsan (District I) - Poblacion District II - Poblacion District III - J. M. Alberto - Katipunan - Kilikilihan - Mabato | - Obo - Pacogon - Pagsangahan - Pangilao - Paraiso - Santa Elena (Patagan) - Progreso - San Juan (Aroyao) - San Marcos - Siay - Solong - Tobrehon |